# Форт Волтон Бич (Флорида)
Форт Волтон Бич (енгл. Fort Walton Beach) град је у америчкој савезној држави Флорида. По попису становништва из 2010. у њему је живело 19.507 становника.

## Демографија
Према попису становништва из 2010. у граду је живело 19.507 становника, што је 466 (2,3%) становника мање него 2000. године.
| Група             | 2000.          | 2010.          |
| Белци             | 15.274 (76,5%) | 14.245 (73,0%) |
| Афроамериканци    | 2.664 (13,3%)  | 2.406 (12,3%)  |
| Азијати           | 543 (2,7%)     | 632 (3,2%)     |
| Хиспаноамериканци | 807 (4,0%)     | 1.538 (7,9%)   |
| Укупно            | 19.973         | 19.507         |